# Данилівський ландшафтний заказник
Дани́лівський зака́зник — ландшафтний заказник місцевого значення в Україні. Розташований у межах Новоушицького району Хмельницької області, біля села Песець. 
Площа 693 га. Статус надано 1989 року. Перебуває у віданні ДП «Новоушицький лісгосп». 
Статус надано з метою збереження природного комплексу на мальовничих схилах долини річки Данилівки. Зростають грабово-соснові і дубово-грабові ліси та багато рідкісних видів рослин. 
У грабово-соснових насадженнях трапляються сосна звичайна та модрина, поодинокі екземпляри берези повислої і дуба звичайного або скельного.
У першому ярусі дубово-грабових лісів зростають дуб скельний і граб звичайний. У домішках трапляється ясен звичайний, липа серцелиста, черешня, явір та клен польовий. Підлісок добре розвинений. У ньому ростуть бруслина карликова, дерен справжній, калина гордовина, свидина кров'яна, вишня степова, клокичка периста, клен татарський, глід кривочашечковий, терен колючий, ліщина і бруслина європейська.
У трав'яному покриві зустрічаються фіалка лісова, маренка запашна, яглиця звичайна, зірочник лісовий, тонконіг дібровний, горобейниця пурпурово-синя, шоломниця висока, перлівка мальована, купина широколиста, осока волосиста та ін. Серед  рослин, занесених до Червоної книги України трапляються сон великий, підсніжник звичайний, проліска дволиста, ковила волосиста, цибуля ведмежа.
Багатий і тваринний світ заказника. Орнітофауна представлена 40 видами лісових птахів, 33 видами птахів лук і водойм, 15 видами степових і польових птахів, 8 видами птахів-синантропів. Із ссавців трапляються сарна європейська, борсук, полівка звичайна, хом'як звичайний, миша польова, ховрах рябий, лисиця, заєць-русак, ласка, горностай, чорний тхір, ондатра.